# Van remény?!
Van remény?! (węg. Czy jest nadzieja?!) – piąty album Miklósa Vargi, wydany w 1995 roku na MC i CD nakładem Hungarotonu.

## Lista utworów
1. "Holnap indulok" (3:18)
2. "Álom vagy valóság" (4:55)
3. "Elszáll az idő" (3:22)
4. "Dal a szerelemről" (5:00)
5. "Atomkor" (5:04)
6. "Amikor a dal..." (4:04)
7. "Szerelemtől részegen" (3:18)
8. "A hajnal" (4:25)
9. "Van remény?!" (4:13)
10. "Epilógus" (4:20)

## Wykonawcy
- Miklós Varga – wokal
- Zoltán Sipeki – gitary
- Lajos Gyenge – perkusja
- Gábor Szendi – perkusja
- Tóni Lakatos – saksofony
- Egon Póka – gitara basowa
- Zoltán Barlai – trąbka
- Zsolt Ivacs – puzon
- Ferenc Schreck – puzon
- Bernadett Moór – wokal
- Erika Répássy – wokal[3]